# Steinbach (Manitoba)

Steinbach é uma cidade do Canadá, província de Manitoba. Sua população é de 11,066 habitantes, do censo nacional de 2006. É uma das cidades que mais cresce populacionalmente na província.